# إف 1 2015 (لعبة فيديو)
إف 1 2015 (بالإنجليزية: F1 2015)‏ ، هي لعبة فيديو إلكترونية من نوع سباق السيارات الفورومولا ون، وهي مرخصة من موسم الفورومولا ون 2015، صدرت في السوق في شهر يوليو سنة 2015م، وتعمل على أنظمة لينكس وبلاي ستيشن 4 وإكس بوكس ون ومايكروسوفت ويندوز.